# 構想力の論理

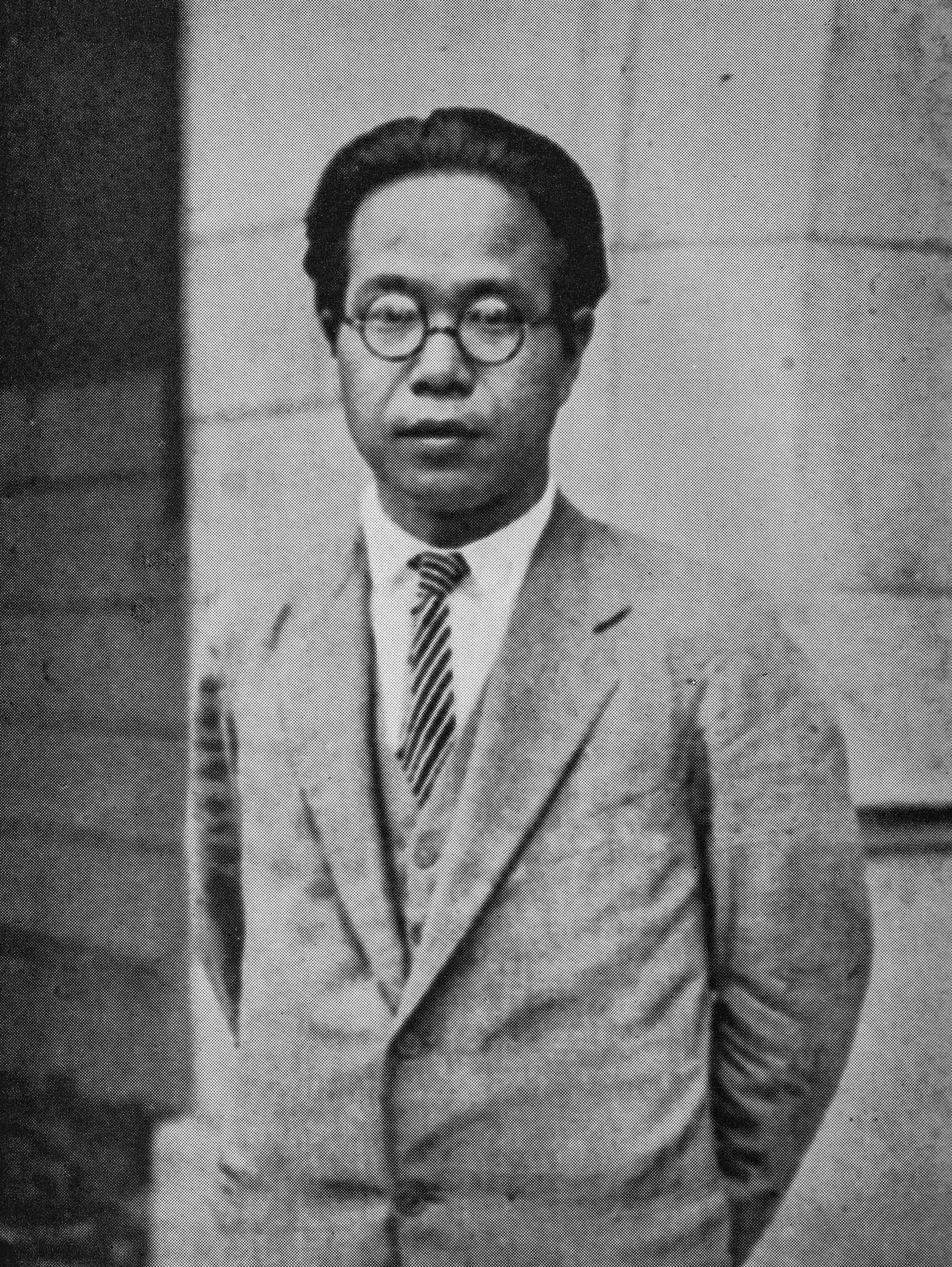
三木清1929年(昭和4年)撮影。

『構想力の論理』（こうそうりょくのろんり）は、日本の哲学者である三木清の主著。三木の最後の体系的著作で代表作であるが、未完に終わっている。本著は「神話」「制度」「技術」「経験」の四章構成で1937年5月から1943年7月まで前後7年間にわたって、岩波書店の雑誌『思想』に研究ノート形式にて書かれた論集である。なお、第四章「経験」の末尾には
とあるように、次は「言語」の問題を追求していく予定であった。
しかしながら、「経験」に続く第三巻第五章として予定されていた「言語」は書かれることはなかった。
しかし、仮に三巻とも完成していたとしても研究ノート形式の論集では三木は満足しなかったと思われる。三木は、ヘーゲルが『精神現象学』から始めて『論理学』へ進んだのにならい、現象学的な記述である研究ノート形式の論集から純粋に論理的な論文として完成させる予定であった。しかし、『構想力の論理』だけでも三木哲学の基本的な骨格をうかがい知ることは可能である。
三木の処女作である『パスカルに於ける人間の研究』(1926年6月に岩波書店より出版)と同様に、『構想力の論理』は哲学者三木清を世間に周知させることになった著作である。出版当時は哲学の専門家だけでなく多くの大学生にも読まれ、電車の中で若い女性がこの本を読んでいるのを見かけたというエピソードもある。

## 成立過程

### 構想力と三木の関係

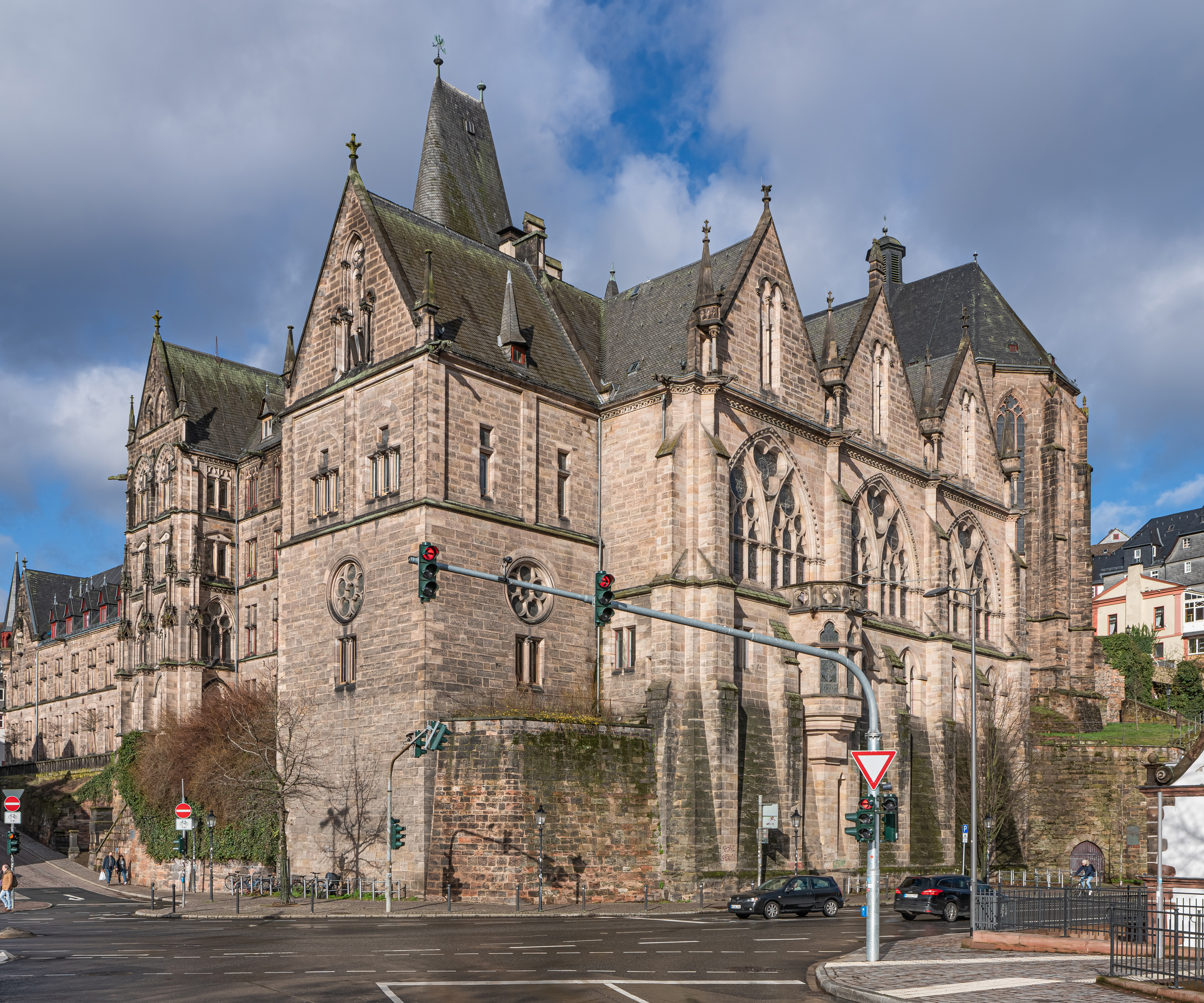
留学先のマールブルク大学

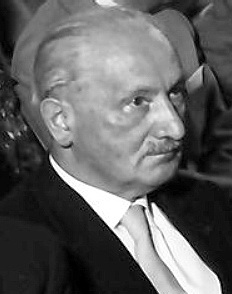
ハイデッカー 1960年

三木が最初に構想力に関する問題意識を持ったのは、1924年(大正13年)2月に羽仁五郎に送った書簡の中で、「記号」(Zeichen)、「象徴」(Symbol)、「言葉」(Sprache)の三つの現象の段階構造の内部関係を検討し、三つの現象の存在の内面的上昇過程を研究することを強く意識した事がきっかけである。三木は留学先のマールブルグでハイデッガーから基礎経験という概念を学んだ。基礎経験の概念はハイデッガーの著作『存在と時間』の中でしめしている。その概念は同じくハイデッガー著の『カントと形而上学の問題』における「超越論的構想力」に相当するものである。
これは『構想力の論理』の論理における「神話」が書簡の中で言うところの「記号」と「象徴」に該当し、未筆に終わった「言語」が書簡の中で言うところの「言葉」に該当する。
前記の「記号」、「象徴」、「言葉」、に関する問題意識に結びつけて、三木は羽仁との書簡のやり取りの中で『構想力の論理』を構成する理論である、アリストテレスの「プラグマ(pragma)」や、「弁証法(Dialektik)」や、「否定」についてを語っている。
1926年の『パスカルに於ける人間の研究』出版の翌年から、三木はマルクス主義研究に精力を注いでいた。
その中でマルクス研究三部作と呼ばれる『唯物史観と現代の意識』(1928年5月公刊)、『社会科学の予備概念』(1929年4月公刊)、『観念形態論』(1931年6月公刊)を意欲的に発表する。三部作のうち『唯物史観と現代の意識』に収められた論文『人間学のマルクス的形態』(1927年6月に雑誌『思想』にて発表)において構想力の端緒となる「基礎経験・人間学・イデオロギー」という独自の考えを公開した。この「基礎経験」という概念が、のちに述べることになる2つの構想力概念(超越的構想力・経験的構想力)のうち、経験的構想力の中心をなすものとして扱われるとともに、その先にある超越的構想力の概念核心を占めるものとなる。
1932年(昭和7年)4月に発表された『社会科学概論』では『人間学のマルクス的形態』で論じた「基礎経験・人間学・イデオロギー」のうちの「イデオロギー」に相当する「社会的知識」を「ドクサ・ミュトス・ロゴス」という別の切り口で論じている。
『社会科学概論』の上巻(1932年4月)と下巻(1932年8月)の刊行の間に出版された『歴史哲学』では、「構想力」という言葉を用いずに「事実(Scale)」という言葉を用いている。

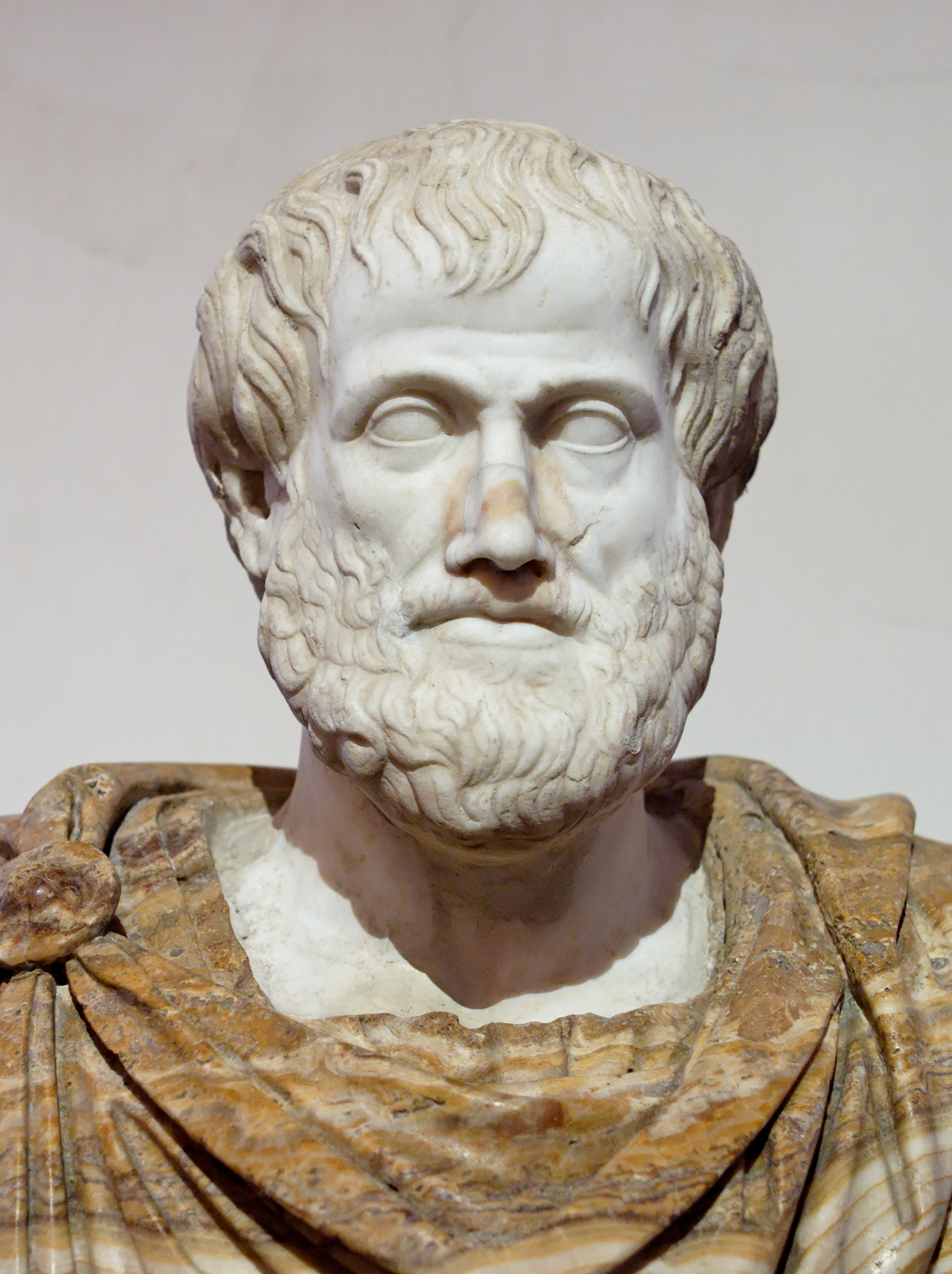
アリストテレス胸像

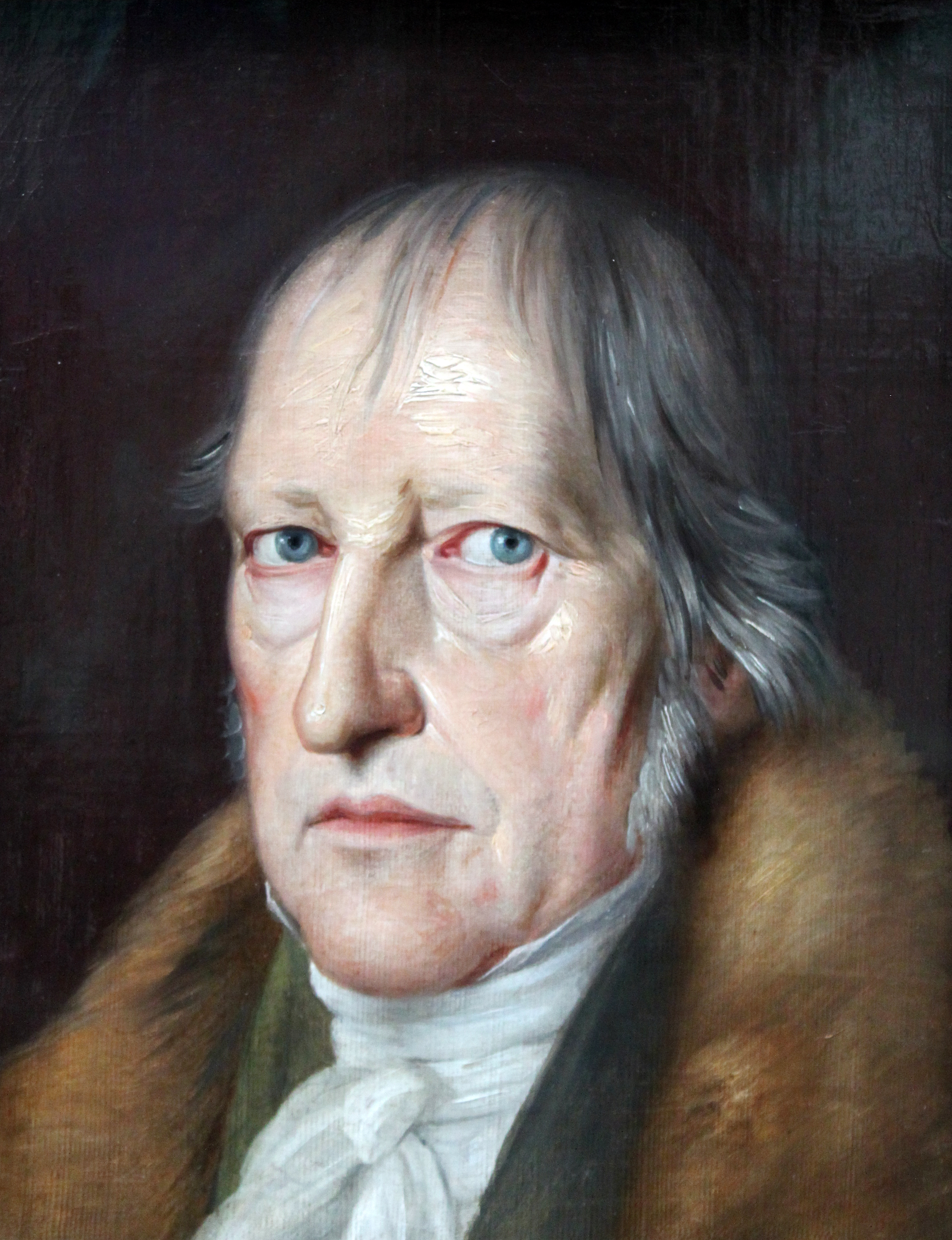
ヘーゲル肖像

『歴史哲学』では歴史を「事実としての歴史」・「ロゴスとしての歴史」・「存在としての歴史」の三つの位相に分けて分析している。「事実としての歴史」における「事実(Scale)」は、マールブルク留学中に注目していたアリストテレスの「pragma」＝「Scale」ということに注目していたことに起因する。『歴史哲学』における「事実としての歴史」とは人間の時間性意識を指しており、「意識」が存在する「今」を自在に設定し移動する能力を指している。自然の時間から独立し、任意の時に「現在」を措定する人間主体の根源的能力を意味する。任意に定めた「現在」を中心に「現在」以前を「過去」と呼び、「現在」以降を「未来」と呼び区別する。「過去」は「存在としての歴史」であり、それを記述したものが「ロゴスとしての歴史」である。「過去」は「存在としての歴史」と「ロゴスとしての歴史」の二層に分かれる。
さらに任意の時点に「現在」を移動することにより「過去」は移動し「過去」の反対側にある「未来」も移動する。「未来」は存在前の存在、つまり「可能的存在としての未来」であり、それを記述する「ロゴスとしての未来」も「可能的存在としての歴史」を想定する記述になる。人間は意識を任意に好む「時・所」に擱くことが可能である。実存していない世界にも、意識としての我が身をおくことが出来る。そうすることで、行為を行う前に行為の結果と行為に至る過程を想像することが可能となる。これは三木の言うところの「構想力(Winbildungskraft, imagination, phantasia)」にほかならない。
また、三木はヘーゲルの否定の弁証法にも着目していた。三木の言うところの「事実」はヘーゲルの「偶然性・必然性」規定における「課題(Scale)」を援用している。ヘーゲルは「条件(bedindung)、課題(Scahe)、活動(Tätigkeit)」をそれぞれ関連付けながら規定しており、これはアリストテレスの四原因説と組み合わせて分析すると、「条件」は労働対象と道具等の労働手段に相当し「質量因(hytē)」に相当する。「課題」は「目的因(telos)」に相当する。「活動」は「作用因(archē)」に相当する。アリストテレス的な分析では、生産が開始される前に存在する「条件(bedindung)、課題(Scahe)、活動(Tätigkeit)」はあくまで「可能態(dynamis)」にとどまり、生産の結果「可能態」は「現実態(enegeia)」に転化する。言い方を変えると「偶然性」は「必然性」に転化する。人間の活動において「偶然性・可能態」を「必然性・現実態」に転化するのは三つの可能態(dynamis)が一つのものに相互に転化し統一した時に実現できる。ヘーゲルのこの考え方を『歴史哲学』では継承している。
三木は弁証法によって「客観的なものと主観的なものの統一」や「ロゴスとパトスの統一」を行おうとしていた。これらの弁証法的統一は奇異な感じもあるが、この考えには新カント主義的な認識論に立脚する「主観・客観」図式を越えようとする問題意識を三木が持っていたと思われる。「ロゴスとパトスとの統一」は三木清の哲学的思索の原点と位置づけることが出来る。
『社会科学概論』と『歴史哲学』に続いて、論文集『危機に於ける人間の立場』を鉄塔書院より1933年6月に出版する。また1934年7月に唯一の文学的論文集の『人間学的文学論』を改造社より出版した。前述の二つの著作に収められた論文を取捨選択し再編して出版したのが1941年11月に河出書房から出版された『哲学ノート』と、1942年4月に同じく河出書房から出版された『続哲学ノート』である。三木はこの二つの論文集を『構想力の論理』が前提とする現実の諸問題を論じた著作と位置づけていた。既発表の論文を『哲学ノート』には15本を収め、『続哲学ノート』には8本を収めた。
|  | 危『危機に於ける人間の立場』            | 正 『哲学ノート』                     |  |
|  | 正 『危機意識の哲学的解明』(1932年11月) | 正 『新しき知性』                     |  |
|  | 危 『弁証法の存在論的解明』             | 正 『伝統論』                         |  |
|  | 正 『世界観構成の理論』                 | 正 『天才論』                         |  |
|  | 正 『形而上学の将来性について』         | 正 『指導者論』                       |  |
|  | 正 『社会的知識の諸形態』               | 正 『道徳の理念』(1937年12月)         |  |
|  | 正 『イデオロギーとパトロギー』         | 人 『倫理と人間』(1933年6月)          |  |
|  | 正 『批評の生理と病理』                 | 正 『時務の論理』                     |  |
|  | 続 『今日の倫理の問題と文学』           | 危 『批評の生理と病理』               |  |
|  | 危 『不安の思想とその超克』             | 人 『レトリックの精神』               |  |
|  |                                         | 危 『イデオロギーとパトロギー』       |  |
|  | 人 『人間学的文学論』                   | 人 『歴史的意識と神話的意識』         |  |
|  | 続 『文学における世代の問題』           | 危 『危機意識の哲学的解明』           |  |
|  | 続 『ネオヒューマニズムの問題と文学』   | 危 『世界観構成の理論』               |  |
|  | 正 『レトリックの精神』                 | 危 『形而上学の将来について』         |  |
|  | 正 『歴史的意識と神話的意識』           | 危 『社会知識の諸形態』               |  |
|  | 続 『詩歌の考察』                       |                                       |  |
|  | 正 『倫理と人間』                       | 続 「続哲学ノート」                   |  |
|  | 人 『ハイデッガーと哲学の運命』         | 続 『人間主義』                       |  |
|  | 人 『スピノザに於ける人間と国家』       | 続 『ヒューマニズムの倫理思想』       |  |
|  | 人 『ゲーテに於ける自然と歴史』         | 危 『今日の倫理の問題と文学』         |  |
|  |                                         | 人 『詩歌の考察』                     |  |
|  |                                         | 人 『文学における世代の問題』         |  |
|  |                                         | 続 『古典における歴史と批評』         |  |
|  |                                         | 人 『ネオヒューマニズムの問題と文学』 |  |
|  |                                         | 続 『文芸的人間学』                   |  |

|  | (注 論文タイトル前の記号「危」は『危機管理に於ける人間の立場』収録論文を指す。「人」は『人間学的文学論』収録論文を指す。「正」は『哲学ノート』収録論文を指す。同じく「続」は『続哲学ノート』収録論文を指す。) |

『危機に於ける人間の立場』と『人間学的文学論』に収めた18論文のうち13本の論文が『哲学ノート』『続哲学ノート』に収録されており、『危機に於ける人間の立場』と『人間学的文学論』は『哲学ノート』『続哲学ノート』の原型をなしていたと考えられる。『構想力の論理』と論文集の『危機に於ける人間の立場』、『人間学的文学論』、『哲学ノート』、『続哲学ノート』の関係を明らかにするため時系列に並べると以下のとおりになる。
|  | 1933年(昭和8年)6月        | 論文集『危機に於ける人間の立場』出版                                                  |
|  | 1934年(昭和9年)7月        | 論文集『人間学的文学論』出版                                                          |
|  | 1937年(昭和12年)5月〜10月 | 『構想力の論理』のうち『神話(上)〜(下)』、『制度(一)〜(三)』を発表                    |
|  | 1938年(昭和13年)2月〜5月  | 『構想力の論理』のうち『技術(一)〜(三)』を発表                                        |
|  | 1938年(昭和14年)9月       | 『構想力の論理』のうち『経験(一)』を発表                                              |
|  | (1940年(昭和15年)3月      | 『哲學入門』出版)                                                                     |
|  | 1940年(昭和15年)8月〜12月 | 『構想力の論理』のうち『経験(二)〜(四)』を発表                                        |
|  | 1941年(昭和16年)1月〜2月  | 『構想力の論理』のうち『経験(五)〜(六)』を発表                                        |
|  | 1941年(昭和16年)11月      | 論文集『哲学ノート』出版                                                              |
|  | (1942年(昭和17年)1月      | 軍の徴用を受けて暫らく品川の岩崎邸で日を送り、のちに陸軍宣伝班員としてマニラに赴いた) |
|  | 1942年(昭和17年)4月       | 『構想力の論理』のうち『経験(七)』を発表                                              |
|  | (1942年(昭和17年)12月     | マニラより帰国)                                                                       |
|  | 1943年(昭和18年)3月〜7月  | 『構想力の論理』のうち『経験(八)〜(十二)』を発表                                      |

『構想力の論理』では、構想力論を探求する三木が時局や実践の問題に触れていないため、三木がいかなる時局問題・実践的課題を考えていたのかが分からない。三木が構想力を探求していた頃の、三木の時局問題・実践的課題に対する答えが『哲学ノート』『続哲学ノート』に書かれていると考えられる。これらの論文と『構想力の論理』との関係について、以下で考察する。
『危機意識の哲学的解明』は『時務の論理』と同様にアジア・太平洋戦争に関わる論文である。この論文は、その発端となった満州事変の直後に書かれている。戦争は旧秩序を解体し新秩序を形成するものと定義したとすれば、秩序の根本が変化することで人々の意識は不安に陥ることも、なにか新しいものに魅せられる神話的な感覚に捕らわれることもある。このような感覚は『構想力の論理』の第一章「神話」と良く似ている。
しかし、この論文では「構想力」という言葉は使用しない。三木は危機に対する感覚・意識を「ミュトス的意識」と言い換え、①矛盾の意識、主体と客体が分裂することで、主体と客体は亀裂した意識を持つ。②生成および変化の観念、言い換えると、既存の世界を変化させ、新しい世界を生み出そうとする意識。③客体に対する主体の超越の意識、つまり、既存の世界を克服すべき対象として位置づけるという意識。これらの三点がミュトス的意識の本質である。
三木はこの論文で客観的知識の「正しさを知る。つまり、存在に関わる真理(Wahrheit)」と主体化された知識「ほんとうにわかる。つまり、行為事実(Tatsache)にかかる真実(Wahrhaftigkeit)」を区別している。「ミュトス的意識」は後者に属し、時代が根拠のない信念に浸る思想であると論じている。
時代の変革の中で、三木の持論である既存の伝統思想を超える「客体から主体への超越」を力説することで、超越を促す根源的な力は何かという根本問題に取り組んだ。
そのなかで、最初に「構想力」という用語を用いたのは、1933年4月『思想』に発表した『世界観構成の理論』である。
『世界観構成の理論』の中で三木は構想力を「感性→構想力→悟性→理性」と順序付けており、構想力は悟性に従属されるものとして扱っている。本論文のなかで三木は、哲学者は客観的存在を深く考え丁寧に眺めるだけでなく、世界を動かす者、形成するもの、つまり、主体的真実をつかみ人々を鼓舞するものであると論じ『構想力の論理』第4章の「経験」と関連していることを示している。
論文『倫理と人間』では「歴史的意識と神話的意識」を取り上げ、現状に終止符を打ち新たな秩序ある世界を生み出すことを主張している。危機においてカント的な確率的倫理が揺らいだとき人間的倫理が求められる。
神話はフィクションであることによって、むしろ強固に新しい制度つまり伝統を創造する力を有する。
伝統を支える熱情的な精神は神話的意識であると主張する。
長い歴史を持つ国民は、国民の伝統の起源を知ること無く伝統の中で暮らしていると指摘する。
しかし伝統は多くの関係性の中で育まれている。
それ故、反神話的な科学主義が必ずしも科学的ではないことを認識する必要がある。
『社会的知識の諸形態』の主張である「ノモス・ドクサ・ミュトス・ロゴス」が再度論じられる。これは『構想力の論理』第1章の「神話」と第2章の「制度」に関連する主張である。
『レトリックの精神』ではレトリックは詭弁ではなく根源的創造的言語能力であり、すぐれた対他人に対する表現活動はレトリックである必要があり、レトリックは民主主義的表現論であると論じている。
一方で聞き手の心をいかに掴むかによって黒を白とも思わせることが出来るという意味でレトリックは策術的であるとも述べている。
ここにレトリックが政治と狎れあう危険が潜んでおりこれを詭弁と呼ぶと主張している。
直接的には『構想力の論理』第3章「技術」に関連し、「技術」を媒介にして「神話」と「制度」に関連している。
『道徳の理念』で三木は、人間の自己形成は環境の形成と相互媒介的であると論じている。いかなる道徳をいだいて生きるかが、いかなる社会を形成するかに帰結する。また、いかなる社会・環境に生まれるのかが、いかに生きるのかを規定する。現状を打破するきっかけの芽生えは、個々人が何をいかに作り出すのかによる。道徳とは生きる力であると論じている。この考えは「制度」と「技術」に関連する。
『新しき知性』で三木は同時代の風潮である「知性に対する不信・否認」は近代文化に対する批判の中から生まれたと主張する。
不信の中には、技術について言えば「物づくりの技術」が利潤追求の目的に縛られた資本主義的技術を思い浮かべてしまうという背景があり、技術の資本主義的発言形態が「物づくりの技術」と言われる技術一般論にまで持ち込まれるとともに、それを批判すること無く受け入れ支えている知性に対する不信となっていると主張している。
技術は「技術的知性」(自然技術)だけでなく「社会的知性」(社会的技術)が必要であり、この二つを統合する「技術哲学」が必要であると論じている。この考えは『構想力の論理』第3章「技術」に強く関連している。
『文芸的人間学』は『構想力の論理』掲載中に発表された論文である。この論文では『構想力の論理』で論じられている構想力の概念が明示されている。三木は文学創造者が前提とするべき表現論の基礎を提示している。人間を「理性的人間 (homo sapiens)」であるのではなく「制作人 (homo faber)」であり、制作に先立つ段階や制作過程で「構想力」を働かせる存在であると定義した。
「人間と動物の違いは理性ではなく構想力(imagination)である」という主張である。これは当時の戦時言論統制の中、芸術を追放し言論を追放しようとする流れへの批判でもある。
『時務の論理』は『構想力の論理』の「制度」と「技術」に関連するとともに、三木の『構想力の論理』の現実像が明らかとなる論文である。『時務の論理』において、三木は急変する歴史状況下では「実証的構想力」が必須であり「創造的構想力を有する政治家の登場」が切望されると述べている。
すでに三木は昭和研究会にて文化部門を統率しており、いわゆる文化的自由主義者の知識人が思想的にも政治的にも決断を迫られていることを鋭く見抜いていた。
また、実証的構想力とは、単なる権謀術数ではなく客観的な認識が前提にあり「知と徳、自然的なものと精神的なものとの総合を求める国家の理性」を技術的に使いこなすことでなければならないと論じ、技術を使いこなすだけの単なる技術家ではなく、全人的テクノクラートを求めていた。
『天才論』は「経験」と「技術」に関連する論文である。三木はカントの天才論を「天才の問題は構想力の問題であり、天才の論理は構想力の論理でなければならない。」と語っている。また「特定のいわゆる天才と呼ばれるものだけが天才ではなく、すべての人は何らかの天才的才能を持っている」とも語っている。戦時下にあって構想力を哲学としての『構想力の論理』と実践課題としての『東亜協同体論』の中で表現した。
『指導者論』は『構想力の論理』の前半にあたる「神話」と「制度」と「技術」に関連している。
三木は人間の類型の発展段階を「古典時代の英雄→ルネサンス時代の天才→現代の指導者」と定義した。
真の指導者は独裁者ではなく、人々の望みを丁寧に聞き、その望みを組織化する能力の持ち主であり、ヒトラーのように喚くのではなく、組織を作るためには説得力(rhetoric)を駆使して、民衆(パトスとしての存在)に実践的な理性(ロゴス)が存在することを示し訴えることが出来る人と定義している。
指導者は、創意・創造(poiēsis)・実践力・知識・直感力・決断力・宣伝教育・組織力・制度火力・説得力(rhetoric)と言った能力を備えることが必要とも述べている。指導者はこれらの能力を駆使して将来像を構想し、それに向かって人々を組織する。つまり、近代の指導者は言語表現によって民衆に将来像を喚起させる、非常に技術的な「人心掌握力」が必要であるとも述べている。
『構想力の論理』の形成に於ける最終段階は『哲学的人間学』

の執筆過程(1933年12月〜1937年7月)にある。1933年から1937年1月頃まで『哲学的人間学』の執筆に取り組むとともに、構想力問題を提示した『危機意識に於ける人間の立場』、『人間学的文学論』、『表現に於ける真理』を公表している。これらの三つの論文は『哲学的人間学』と内容に重複があり深く関係している。
現存する『哲学的人間学』は第五章の途中で中断している。第五章を中断したまま、三木は『哲学的人間学』の「第一章の人間学の概念」の校異に集中する。その内容は「パトス」と「ロゴス」を使用した表現論になっている。三木は『哲学的人間学』を表現行為論として書き直そうとしていた。また、三木自身が第四章で
と書いており表現行為論について言及がなされている。
三木は『哲学的人間学』を執筆する中で『哲学的人間学』を基礎付けるものとして『構想力の論理』の把握が必要であることに気づいたと思われる。このため三木は『哲学的人間学』を一旦中断し『構想力の論理』を執筆することにした。桝田啓三郎の説によると執筆を断念したことになっており意見は分かれている。意見は分かれているが結局『哲学的人間学』は未完成のままとなっている。

### 未完に終わる

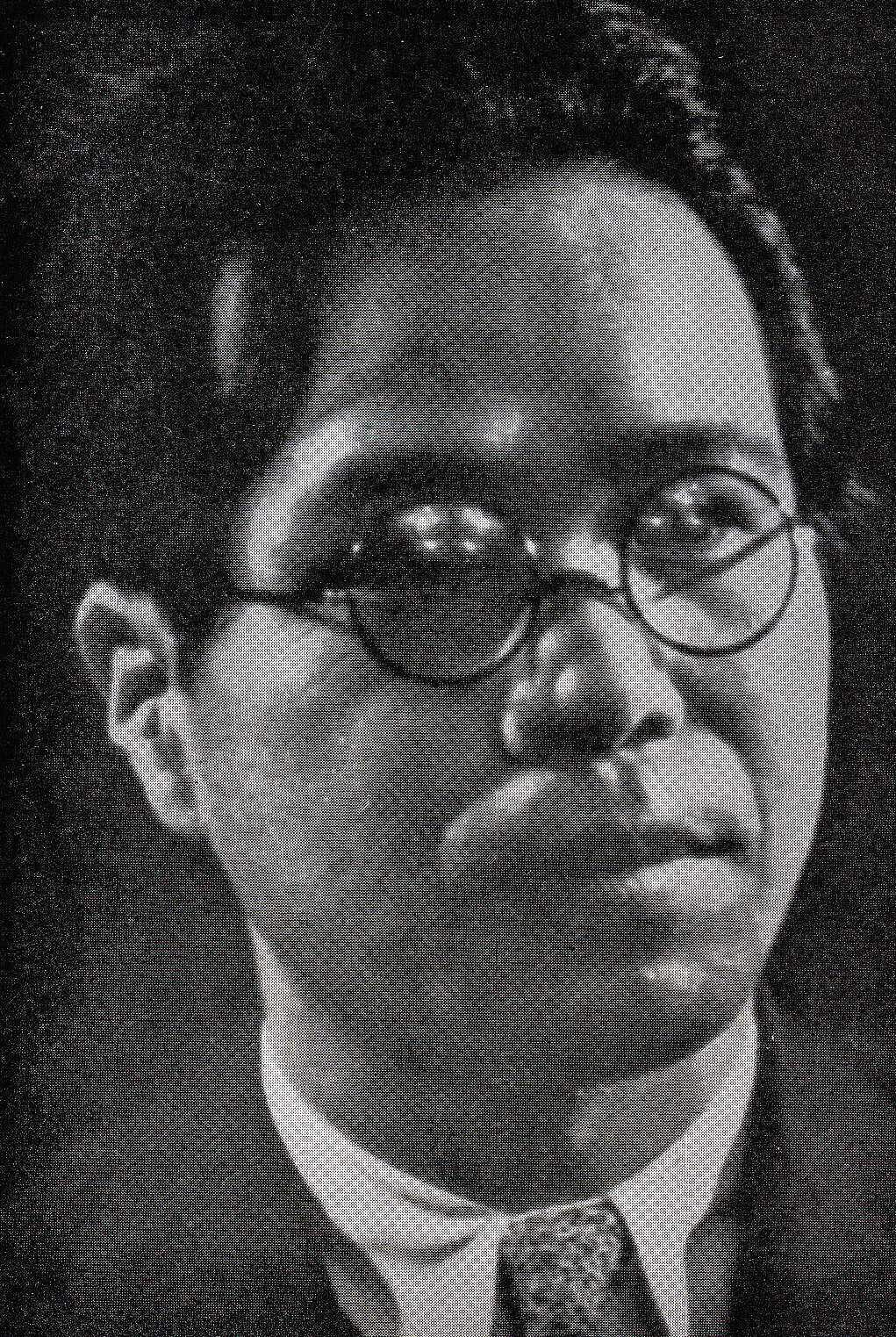
1939年(昭和14年)頃

1937年5月に雑誌『思想』に神話(上)を発表して以降、神話(中)、神話(下)、制度(一)〜(三)、技術(一)〜(三)については1938年5月までに順調に書き続けられた。
この間に三木は昭和研究会に参加し文化部門の委員長となり精力的に活動をしている。昭和研究会の中では『新日本の思想原理』(1939年9月)や『新日本の思想原理 続編 ー協同主義の哲学的基礎ー』(1939年9月)を発表する以外にも、『政治の論理と人間の論理』(1937年8月)、『現代日本に於ける世界史の意義』(1938年6月)、『日支を結ぶ思想』(1938年11月)、『東亜協同体の現実性』(1939年2月)等を発表している。また、1939年7月に雑誌『思想』に連載された「神話」、「制度」、「技術」の三章を一巻にまとめた『構想力の論理　第一』が出版された。
また、経験(一)と経験(二)の間に、『哲學入門』を出版している。『哲學入門』は発刊後まもなく十万部を超すベストセラーになった。1940年8月よりおよそ一年中断していた『構想力の論理』を再開した。同年10月に文化部門委員長を務め精力的に活動していた昭和研究会が解散する。三木は最後まで昭和研究会の存続を主張したが叶わなかった。
経験(二)から経験(七)までは順調に書き継がれたが、1942年1月から12月まで軍の徴用でフィリピンに出向したため中断している。1943年3月より経験(八)を『思想』に連載を再開している。1943年7月に経験(十二)までを発表する。1944年3月に、いと夫人が死去した。9月には一人娘の洋子をつれて埼玉県鷲宮町に疎開した。1945年3月に警視庁に検挙され同年9月に獄死した。このため、『構想力の論理』は「言語」を発表すること無く未完となった。『思想』に連載された「経験」は1946年6月に『構想力の論理　第二』として岩波書店から出版された。

## 構成
|  | 序                  | 1939年(昭和14年)7月  |
|  | 神話(上)１−３       | 1937年(昭和12年)5月  |
|  | 神話(中)４−６       | 1937年(昭和12年)6月  |
|  | 神話(下)７−９       | 1937年(昭和12年)7月  |
|  | 制度(一)１−３       | 1937年(昭和12年)8月  |
|  | 制度(二)４−６       | 1937年(昭和12年)9月  |
|  | 制度(三)７−９       | 1937年(昭和12年)10月 |
|  | 技術(一)１−２       | 1938年(昭和13年)2月  |
|  | 技術(二)３−５       | 1938年(昭和13年)3月  |
|  | 技術(三)６−８       | 1938年(昭和13年)5月  |
|  | 経験(一)１−３       | 1939年(昭和14年)9月  |
|  | 経験(二)４−５       | 1940年(昭和15年)8月  |
|  | 経験(三)６−７       | 1940年(昭和15年)11月 |
|  | 経験(四)８          | 1940年(昭和15年)12月 |
|  | 経験(五)９          | 1941年(昭和16年)1月  |
|  | 経験(六)１０        | 1941年(昭和16年)2月  |
|  | 経験(七)１１−１２   | 1942年(昭和17年)4月  |
|  | 経験(八)１３−１４   | 1943年(昭和18年)3月  |
|  | 経験(九)１５        | 1943年(昭和18年)4月  |
|  | 経験(十)１６−１８   | 1943年(昭和18年)5月  |
|  | 経験(十一)１９−２０ | 1943年(昭和18年)6月  |
|  | 経験(十二)２１−２２ | 1943年(昭和18年)7月  |

「経験」(一)と「経験」(二)の間に中断期間が一年あるのは『哲學入門』(1940年3月刊行)を優先したためである。また、「経験」(七)と「経験」(八)の間にも1年程度の中断があるが、これは三木が軍部の強制徴用によりフィリピン諸島に出向したことが原因と考えられている。

## 内容

### 神話

#### 概要
第一章の「神話」の考察から『構想力の論理』は始まる。三木は未開人における神話、古代ギリシャ時代の神話、プラトン哲学の中に描かれている神話をとりあげ、それを夢や詩などと比較し、神話が構想力の産物であること、現代社会においても神話を構想するという作用は働いており現代の神話が存在していることと、人々は神話を指針として歴史を作り上げるので、構想力の論理とは歴史創造の論理であり、言い換えると、構想力によって世界の実在性は実現されると述べている。
三木は人間の行為とは、感情・情念・衝動といったものが単に外に現れたのではなく、現れたものから「像」を作り出す営み、つまり、「形」のないものに「形」を与える営みと分析している。そして、この営みを可能にするのが構想力であると述べている。三木にとって「神話」は感情等のパトス的なものを、そのまま表現したものではなく、パトス的なものが知性によって「形像化」される、もしくは、架橋となることによって生み出されると分析している。

#### 詳細

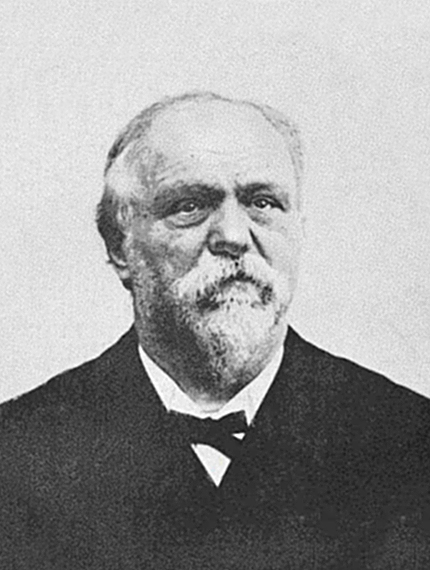
ジョルジュ・ソレル

『構想力の論理』の第一章「神話」の冒頭で、バウムガルテンの『想像力の論理』(Logik der Einbildungakaft)および『想像の論理』(Logik der Phantasie)、また、パスカルの『心情の論理』(Logique du coeur)や心理学者のリボーの「感情の論理」(Logique des sentiments)と言った表現に注目し「抽象的思惟の論理とは区別される論理」、「理性の論理とは異なる論理」が存在し得るかどうかという疑問を投げかけ、この疑問こそが『構想力の論理』であり「抽象的思惟の論理とは区別される論理」であると三木は述べている。
三木は単なる思惟の論理ではなく、身体を使って行為を行う存在の人間と行為を行う場で出会う現実を対象として、その本質を明らかにできるような論理や哲学を求めていた。『構想力の論理』は行為の論理であり知識の論理ではないことが明らかであり、その根底には三木の行為の哲学がある。『構想力の論理』は、三木の人間に対する理解、もしくは、三木が考える人間学と強く結びついている。人間が身体的存在として、社会・歴史の中で考え、表現し、行為することを根底で支えているのは「パトス(感情的・熱情的な精神)」である。しかし「パトス」だけでは人間は「行為の主体」になれない。
つまり「パトス」が「観念」や「理念」つまり「イデー」と結合することで人間は自己自身を表現することが可能となり、「行為の主体」になることが可能となる。この行為の主体となることが出来る力を三木は「構想力」(Einbildungskraft)と考えた。中断になった『哲学的人間学』の枠組みの中では、「構想力」が我々の思索・行為の中で如何に具体的に働いているのかを明らかにすることができないと考え『構想力の論理』の執筆を行ったと考えられる。
我々に内在する衝動的なものを外部へ表現するために、別の言い方をすれば「行為の主体」であるために「構想力」が必要か否かに対する解答を、第一章の「神話」においてフランスの社会思想家であるジョルジュ・ソレルに対する批判形式で答えている。ソレルが『暴力論』で主張する「行動を創造するのは希望、恐怖、愛、憎悪、欲望、激情、エゴイズム等の自我の衝動であり、構想力もしくは想像力ではない」に対して、以下のような主張をしている。
デカルトにおいて構想力もしくは想像力とは、「精神の吟味を受けずに、幼い頃から受け入れてきた心象、もしくは、自己の承認なしに事故のうちにやってきた観念」にすぎず、こうした想像的心象の起源は身体的反応や修正に由来すると述べている。
三木は人間の行為を感情・情念・衝動等が単純に自分の外側に現れることとしてではなく、単なる表出から像を作り出す営みと理解している。言い換えれば、形なきものに形を与える行為をさす。そしてこの行為を可能にするのが構想力であると述べている。
人間の行為が人間の行為として成立するのは感情・情念といった、いわゆるパトスを単に表出するのではなく、表出したものに新しい秩序を与えることによって成立すると述べている。このように秩序を持った「形」が与えられることによって、はじめて情念や衝動は表出し過ぎ去っていくものではなく永続化される。この永続化された「形」が我々の世界を作り上げていると述べている。『構想力の論理』ではパトス（感情・情念といったもの）に「形」を与える構想力、また構想力によって生成される「形」を問題にし、我々の世界がどのようにして作り上げられているのかを明らかにしようとした。
構想力による形の形成、もしくは「像」の形成の具体例として三木が考えたのが、神話・制度・技術であった。神話は時にはパトス（感情や情念）を直接的に表したものと云われているが、三木の考えは異なっている。三木は未開人を例にしてロゴスとパトスが一つになっていることを明らかにしようとしている。未開人において神話は単なる認識の産物ではない。感情的なものであり運動的な要素が神話の中で重要な役割を占めている。「認識の産物」はいいかえれば「感覚されるもの」であるとか「表象」と言い換えることが出来る。表象は知的で認識に関わる現象を指しているので、未開人における神話は知的なものと感情的なものが混ざりあい融合したものであると言える。三木はパトス的なものが知性によって「形像化」されることではじめて神話は生み出されるものであり、別の言い方をすると、神話とは人間の知性が自然界に新しい世界を描き出すことによって成立するものである。これは感情・情念の単なる表出とは大きく異なる。

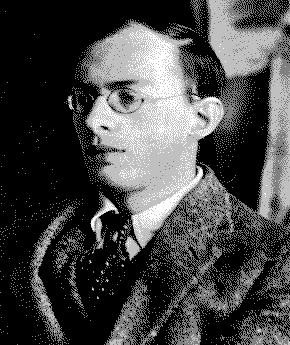
マリノフスキー

三木は第一章「神話」の中で、十八世紀啓蒙哲学的な神話を科学の代用品としての非科学的なものとみなす考えや、十九世紀の実証哲学的な神話観を否定している。そしてマリノフスキーを引き合いに出し、神話は「意味の無いラプソディでも、空虚な創造的目的が無い単なる表出でもない。神話は困難な仕事で、かつ、非常に重要な文化的な力である。」と述べている。また「未開人の信仰と道徳的智慧との実践的な検証である。」とも述べている。三木はマリノフスキーの神話的理解を高く評価しており、神話はパトスの単なる表出ではなく、宗教や道徳による「智慧」であり論理的理性的なロゴス的営み、つまり構想力の産物であると述べている。
また『構想力の論理』は、ともすれば、主観的な感情や非合理的なもののうえに立脚した世界観になる可能性を三木は指摘している。しかし、パトス的である感情・情念は知性が関係することで「形あるもの」になるのであって、「形あるもの」となるには感性と知性が交わる場所がなければならない。構想力とは、このような場所を作り、感性と知性が交わった中から像を生み出す力である。カントと同様に感情と知性の間に位置して両者を結びつけるものであると定義している。構想力の論理とは感情の論理、パトスの論理ではなく「形像の論理」と定義づけることが出来る。しかし、一方で形像化は知性にだけに由来するのではなく、形像は純粋なイデアではなくて身体を持ったイデアである。これは言い換えると、形を得た欲望であり、衝動でもあるといえる。
三木は『構想力の論理』を書き進める中で、構想力が作り出す知的な形像は単なるイメージではなくて、具体的な形を持ったものであることを強く意識するようになる。

### 制度

#### 概要
第二章の「制度」において、三木は「神話」の中では単なるイメージや像であった「形」を、イメージではない客観的なフォームとしての「形」として捉えている。三木が制度(institution)と名付けるものには「言語・慣習・道徳・法律・芸術・等々」を含んでおり「神話」さえも制度の中に含まれているとしている。「制度」は歴史の中で生まれるとともに客観的な力を持つ。「制度」は我々の外に存在し我々を縛るものではなく、我々の行為を元にして生み出されたものである。それゆえ、「制度」は歴史の流れとともに改変されるものである。このことは、主観的なものと客観的なものが一つになったことを示しており、三木は「制度」を問題とした。この「制度」は根本に本能があると述べている。しかし単に本能を具現化、実現化したものではなく「本能に代替するもの」つまり人為的に作り出されたものであると述べている。この「制度」には単なる知性によって作られるばかりではなくパトスに基づいた力、つまり構想力によって作られると述べている。三木によれば構想力によって作り出される制度は、人為的に作り出された擬制的性質つまりフィクションであり、フィクションでありながら力を持っていると言っている。

#### 詳細
三木は『構想力の論理』の「序」の中で
と述べている。

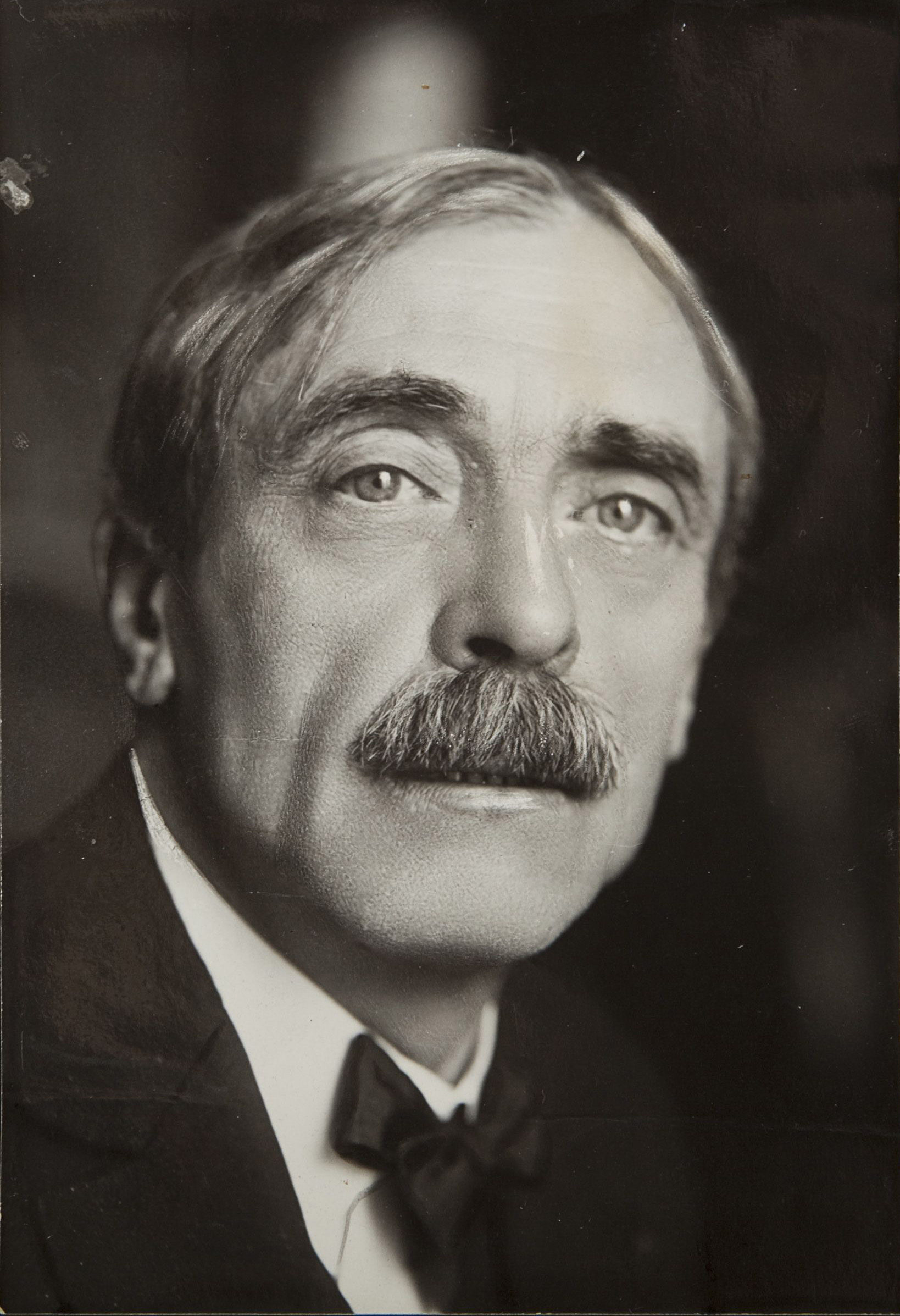
ポール・ヴァレリー

この『序』は『構想力の論理　第一』として1939年(昭和14年)7月に出版する時に付けられたものであり、『構想力の論理』の執筆当初から『序』に記載されているような意図を三木が持っていたかどうかは不明である。
単純ではないイメージや単純な像でない「形」を第二章の「制度」の中に見ている。三木は制度を「客観的な歴史のフォーム」として捉えている。構想力の論理はイメージの論理ではなくフォームの論理であり、客観的に見ても歴史的に見てもフォームとして最初に考えられるのが制度であると述べている。制度は歴史の中で作り出される。そして客観的な力を持つ。また、我々の生活に秩序を与えるシステムである。制度は我々の外側に存在して我々の行動・行為を束縛するものではない。制度は元来、我々が行動や行為を通して創造したものであり、我々によって改変していくべき存在である。これは感性と知性が交わる場所で、主観的なものと客観的なものが一つのフォームになった状態を指している。
三木は「慣習」(convention)を大きな問題として扱う。「制度」を論じる際に三木が最初に手がかりとしたのがポール・ヴァレリー(Paul Valéry)の『現代世界の考察』(Regards sur le monde actuel, 1931年)であった。三木はヴァレリーの展開した「慣習論」を踏襲して「制度」を論じている。ヴァレリーは『現代世界の考察』の中で、「習わし」言い換えると、ある地域や社会で長年受け継がれてきた習慣全般や、「仕来り」同様に言い換えると、習わしより限定的な意味で特に礼儀作法等の形式的な側面が強い習慣、といった意味での慣習だけではなく言語・法律・芸術・政治等の多様なものを問題にした。三木もヴァレリーの思想を受け継いで「制度」を論じている。当初は個人の発明であったのであったにしても、模倣され反復継続される中で習慣化していく。習慣になったものは世代を超えて受け継がれるものとなり伝統となる。
まず「制度」の根本は「本能」にあると述べるとともに、「制度」は本能の具現化ではなく、本能の代替として作り出されたものであり「擬制」(fiction)であると強く主張している。例を上げると礼儀・習慣・法律等の人が作った秩序や規範には、本能によって作られた部分もあるといえるが、全てが本能というわけではない。本能が遺伝的自然現象であるとすれば、習慣は第二の自然現象として、第一の自然現象である本能を代替する働きをする。制度は本能の代替手段として、人間関係を永続的に維持するために人間によって作り出されたものである。また、制度が生み出されるためには知性の働きが必要となる。
また、三木の言葉を借りると「パトス(感情的・熱情的な精神)に基づいた構想力」が有って、擬制的な制度が作り出される。このような擬制が発明され実効的なものであり続けるには、空想・想像・構想力が働く必要があると述べている。
このような方法で構想力によって作り出された制度は、人為的なもの、要するに擬制(フィクション)であると云える。しかしそのようにして作られた制度は、単なる虚構ではなく、外的にも内的にも命令的な性質、規範的な性質を有するようになる。つまり、人間社会の中で強い力を持つことになる。言い換えると制度は法的なノモス的(慣習・掟等の人為的)な性質を担うことになる。制度は規範的な性質を備えており、本能のままに有った状態から秩序が形成されることになる。

デュルケーム

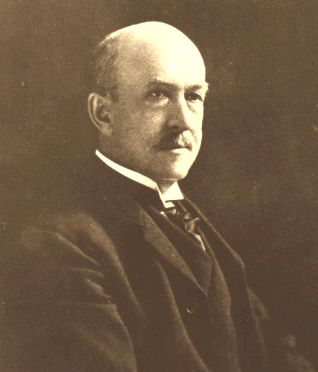
サムナー

しかし、制度がどのようにして規範的命令的な性質を有するようになるのか、また、その性質がいかにして生じるかについて、三木はデュルケームの見解とサムナーの見解を参照にしながら問題を追求している。
デュルケームによれば、制度において価値が「物」になり拘束性を持つと主張しており、新カント学派抽象的な価値論、つまり、価値を当為(Sollen)とする価値論に通じるものがあると三木は評価している。一方で集合意識が個人意識を超えたものとなって、個人意識を拘束することを「物」の拘束と考えるのは一面的で、物の実在性を主観的なものにしてしまう恐れがあると批判している。価値が「物」として実際に存在するために、個人的な自発性に反発するといった考え方は、外界の実在性を意思に対する抵抗として解説するディルタイの思想に似ており、価値の客観性を捉えそこなう可能性がある。言い換えれば、価値には客観的であるために拘束性を持つことが出来るが、ここでの客観性は「物」としての実在性とは同じではない。価値の客観性はイデー的なものの側にある。制度はイデー的な、理想的な価値を持つため、規範としての拘束力を持つことになる。しかし、規範としての拘束力を持つイデーは新カント学派の主張するような、実在から区別される当為としてあるのではなく、デュルケーム学派の主張するように実在として形態化されていなければならない。三木の言葉によると、客観的もしくはロゴス的な意味が、物質として形を持つものの内において、客観化されることが必要であると主張している。
次に三木はサムナーの説にしたがって、制度を概念と構造によって出来上がっているものと理解し、制度の概念・イデーが構造の中で形態化されてはじめて、制度として完全に成り立ち規範的な構想力を持つと考えた。サムナーの思想によると、民族(folkways)は、習俗(mores)に進化し、習俗は制度(institution)に発展する。集団内の人間は、ある生活条件の中で似たような欲求を持っていて「飢餓、愛、虚栄や恐怖」等に関する関心を満足させるように努力し、努力の結果として、一様性、反復及び広範囲の同時生起によって民俗という大量現象が発生する。民俗に対して反省や考察、また説明や推論が加えられることにより、「安寧の哲学」とでも呼ぶべき習慣、つまり習俗が誕生する。習俗は規則、定められた行動、使用される機関等について一段と限定されることで明確なものになる。明確化されるということは構造が備わったことを意味し制度として完成することになる。
制度には民俗・習俗から進化した制度の他に、何らかの意図を持ってつくられた制度もある。しかし、その制度は強力な制度ではあるが純粋に制定されたものはほぼ無い。何らかの形で民俗や習俗の要素が含まれている。逆に、純粋に制定された制度があったとしても、つくられた制度が習慣的になることではじめて固有の制度として定着することになる。

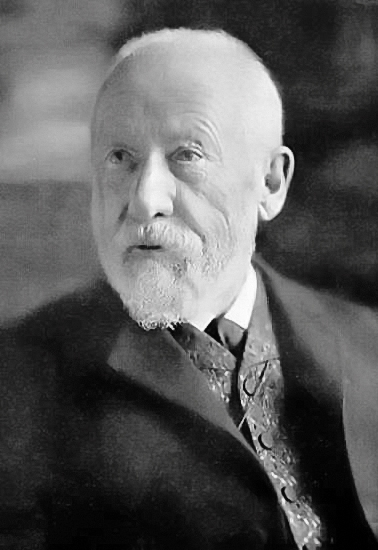
ディルタイ

第二章「制度」の中で強調されるのは、フィクションの中にリアリティがあるという点である。虚構の中にリアリティがあるのは、制度が規範的な性格を持つとともに、制度が表現的なものに属していて命令的であり、秩序を作り出す性質を持つからである。
構想力はロゴスとパトスの統一的な動きと考えることが可能であり、様々な表現行為や創造や制作行為は構想力にもとづくものと考えられる。人間は無からの創造によって表現的・制作的行為を行うことで、新しい現実を作り上げる。制度はこのようにして作り上げられた新しい現実であるということが出来る。このため、擬制的性質を持つ制度は完成しリアリティを持つことになる。
例を上げると、学校制度が整った社会では、学校制度に従って学業を修めて終了の資格を獲得しなければ、将来の道が開かれない。現実に存在(第一の実存)している我々は、制度が力を持つ社会で生きており制度の外では生きていくことができない。このことを三木はヴァレリーの言葉を借りて「第二の実存」とみなしている。また、三木は『文芸的人間学』の中で、文化とはありのままの事実がフィクションに置き換えられたものであると述べている。言い換えると、生のままの事実はフィクションによって置き換えられた「文化」というものの中でしか我々は生きていくことができないということである。
三木は、構想力とは生の事実をフィクションに置き換える役割を果たすものであると定義している。我々の社会がフィクションによって形成されていること、また我々はこのフィクションの中でしか生きられないこと、逆説的に言えばフィクションにリアリティがあることを明らかにしたのは三木の功績である。
既成の環境への適応であったり新しい環境の形成というような行為は、ロゴス的でありパトス的である構想力によって生み出された行為であり、自然を根本に持ちながらも、自然を変化させたことで文化的な環境という新たな現実を生み出すことになる。これがフィクショナルなものがリアルなものへと変化するということである。制度はフィクショナルなものでありながら実在性を持つこととなる。そこには制度の規範的命令的な性質が発生する。制度の拘束力は、構想力が持つ文化的現実の生産が源泉となっている。

### 技術

#### 概要
第三章の「技術」は「制度」についての考察を受けて、制度に「習慣」が含まれ、この習慣は人間を含む有機体が環境を利用し、環境と一体化する仕方えあるというのが三木の考え方であった。これを踏まえて三木は「技術」の本質も新しい「形」の創造。つまり、「発明」をする点にあると述べている。基本的な観点は『神話』や『制度』を論じたのと同様に『構想力』と『形』という観点である。新しい「形」を発明するということは、機械的な反復作業によってうまれるのではなく、そこには「構想力」が働くと述べている。これは技術の根底にもパトス的なものがあることを意味している。

#### 詳細

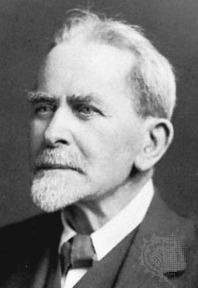
フレイザー

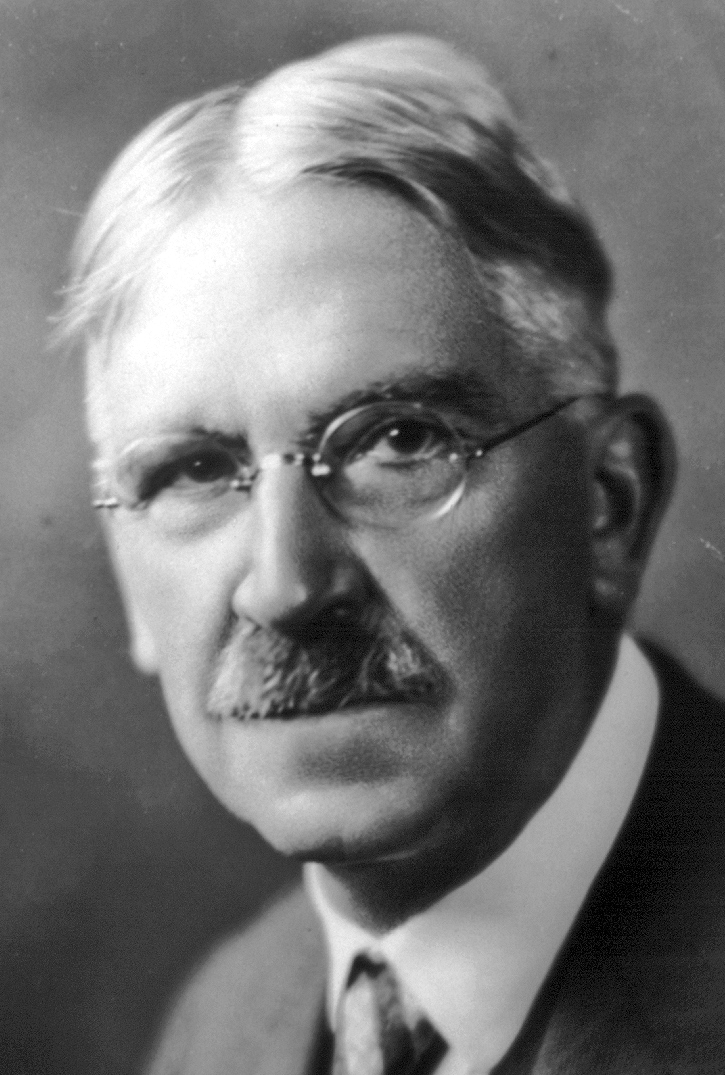
デューイ

三木は技術に関してまず「呪術」をとりあげている。三木によれば呪術は技術の神話的形態であるからである。三木は技術を人間主体と環境との関係から考察をしていた。そして主体となる人間と、客体である環境を媒介するものが技術的行為であると定義していた。すべての技術が主体である人間と客体である環境との作業関係であるように、呪術も生きるための戦いから生ずるものとして、客体である環境を主体である人間の意志に従えようとする原始的な形式である。
呪術についての古典的解釈としてはジェームズ・フレイザーの共感(sympathy)説がある。三木はこの共感説に構想力の働きがあると考えている。つまり、共感は単なる感情のようなものではなく、感情的なものと表象的なものが一つになった観念連合であると定義している。
三木は呪術を主体である自己に対立する客体である環境を支配し、新たな人間的な環境を構築しようとする主体的な人間の、本能的ではない、技術的な行為の神話の一つの形態として理解し、呪術の中にロゴスとパトス、主体と客体を統一する力として構想力が働くと考えている。
固有の意味としての技術においては道具を用いることで主体と客体とを媒介する機能がある。しかし、呪術においては道具が明確に分離されていないことを指摘している。つまり、本来的な意味における技術は、道具や器械を媒介として自己という主体によって環境という客体に作用し、新しい環境を作り出し、それに合わせるように新たな主体を作り出していくこととなる。
技術の本質は発明であるといわれている。発明とは新しいもの過去には存在しなかったものを作り出すことと定義される。このような観点からは、どのような技術もその起源にさかのぼると、そこには発明がると考えられ、呪術ですら、さかのぼるとそこには発明が存在すると考えられる。発明に必要な固有の能力として構想力を上げることが出来る。つまり、一般的に構想力とはカントが規程したように、対象が現存していなくても直感によって表象する能力であり、この能力なしには新しいものを発明することはできないからである。
三木の主張する「制度」には習慣も含まれている。ジョン・デューイの著作である『人間性と行為』(Human Nature and Conduct, 1921年)の言葉を借りて、習慣とは有機体が環境を利用し、環境と一体化すること。有機体と環境の協働の上に習慣は成り立つ。と習慣を理解し、「習慣は一つの技術である。」という結論に至っている。
つまり制作という意味での技術は、本質的には「人間と環境の統一」といえる。
習慣が作り出すものは一種の「形」であるといえる。また、技術の本質は「形」を見出していくこと、つまり、新しい「形」を「発明」することにある。「形」を発明するには、単純な機械的反復作業によって発明はなされるのではなく、発明は構想力が働くことで可能となる。技術の根底にもパトス(感情的・熱情的な精神)に基づいた構想力が存在する。三木の言葉を借りると
ということになる。技術の出発点は欲望であり、意志である。しかし、単なるパトス的なものではなく、構想力によって「イデー」が付与されることによって「形」が生まれる。別の言い方をすると、パトスが主観的なものを飛び越えて出ることによって、技術は成立する。この主観的なものから飛び越えて出ること、および、パトスとロゴスの統一を可能にするのが構想力である。
このような構想力によって発明が行われた結果に創造されるのは「形」である。主体としての人間と客体としての環境世界との対立を媒介にして、新しい客体の環境を作り出して、主体としての人間を新しい客体としての環境に創造的に適合させていく事が発明を根本であり人間の技術による制作行為である。
人間は構想力を駆使して「技術的制作行為」によって「形」を生み出していく。
あらゆる技術にとっての根本概念の一つはフォームの概念である。技術によって作られたすべてのものは必ず形を持っている。また技術的な活動についても形を備えており、作り出される形は多種多様である。言い換えれば、人間は技術によって自分たちの社会や文化の形を作り出し、その形をその時々の応じて形を変化させて新しい形を創造していく。文化は言うまでもなく人間の行為のすべての形式も、社会におけるいろいろな制度や決まり事もすべて形であるといえる。
パトスとロゴスが一つになり「形」が生み出されることを「イデーの勝利」と三木は表現している。勝利の戦利品は他ならぬ「技術」ということになる。
また、三木は「形」について次のようにも解釈している。「形」は欲望や意志を具体化したものとして、動かないもの。固定したものとしている。しかし、同時に変化するもの、流動するものとして捉えている。具体的には「形」は動かないもので固定したものであるが、「形」は空間的な存在である。空間を除いたところに「形」は存在し得ない。一方で、「形」は生成され発展していくという点で時間的な存在である。「形」を空間的存在としてだけではなく時間的存在としても捉える点が特徴的である。
このような「形」を作り出す作り出すのが構想力の力によるとされる場合、構想力とは既存のものと既存でないものを想像し構成する能力をさす。また、主観的なものと客観的なものとの綜合という観点からは、固有な意味における技術には三つの要素がある。一つの要素は自然法則を認識するということであり、二つ目は人間による目的の設定である。技術は最初にこの二つの要素である客観的環境における因果の法則と、主体となる人間の主観的目的を綜合するものであるということが出来る。この綜合は必然的にものが実際に変化することでしか実現できない。技術とはものを実際に変化させることによって、新しい「形」を生産するべきものである。これが第三の要素である。言い換えると、技術とは人間の意欲に基づいて「形」を作り出すものである。欲望や意思が「形」にならなければ技術と呼ぶことはできず主観的なものと客観的なものとの綜合ができない。結局、構想力とは客観的なものと主観的なものとを綜合して「形」を作り出すことをさす。

### 経験

#### 概要
第四章の「経験」は分量的に『構想力の論理』の約半分を占める。第一章「神話」から第三章「技術」とは異なり地道で求心的な思索に基づき記述されている。ただし、三木自身も「構想力の論理」附記で記述しているように、第四章の内容はカント哲学の解釈・読解に過ぎないという面もある。

#### 詳細
三木は「序」において、構想力に関する思索は現象学的な手法で行われたのち、論理的な形に進むと記している。その構想に沿うものが「技術」の末尾で
と述べており、第四章「経験」にはこのような意図が込められていた。

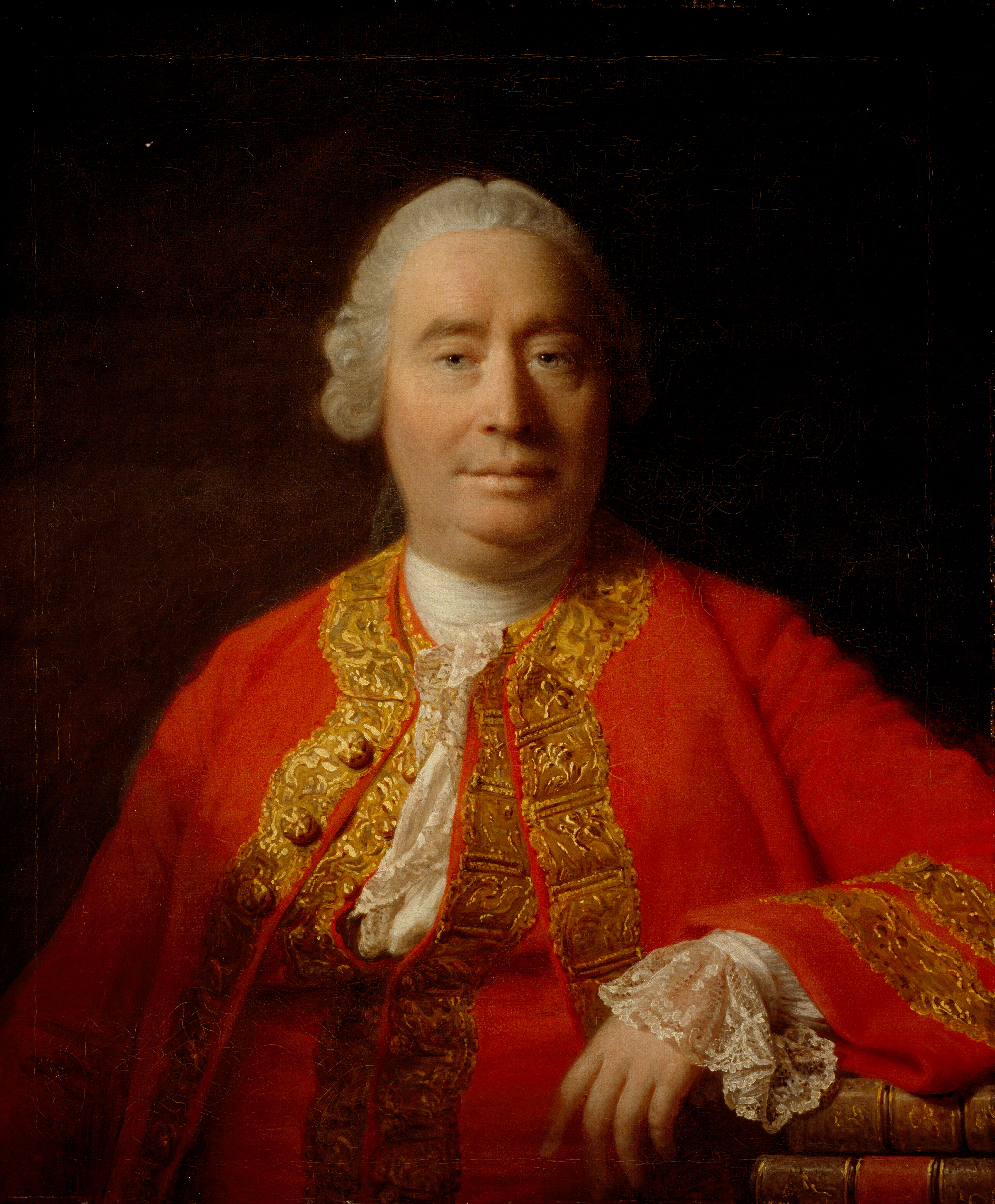
ヒューム

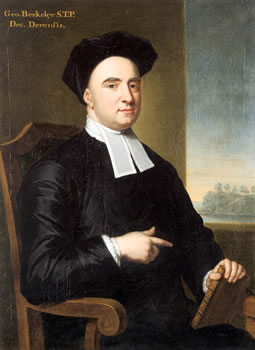
バークリー

「経験」の冒頭で、ジョン・ロック、デイヴィッド・ヒューム、ジョージ・バークリーらに代表されるイギリス経験論の言うところの「経験」をめぐる解釈を取り上げ、それに対して批判を行っている。経験とは客観的に与えられたものに出会うことであり、主観的で客観的な性格を持つはずであるが、イギリス経験論では意識上の出来事として主観化されており客観的性格が抜け落ちている。経験の主観化により、経験が単なる知識の問題に置き換わっていると主張している。
このため経験の問題を解き明かすことができないと述べている。つまり、本来経験というものは「行為」をする自己と環境との「行為」の関係であり、自己と環境との「間」における活動である。そこでは行為によって環境が作られ、環境によって行為が作られるという相互作用によって環境と行為が一つに結び付けられている。また、単に結び付けられているだけではなく、そこで新たなるものが生み出される。この関係を三木は「成全的」(intergrative)という言葉で表現するとともに、経験は検証的過程ではなく創造的であり発明であると述べている。
経験の創造的性格は構想力と深く関わっており、経験論においても経験は過去と結びついて理解されていたし、蓄積されていくものであると理解されていた。
しかし、経験が未来と深く関わっていることを主張している。つまり、経験が行為である限り未来に向かっている「未来への投射」という性格を持つと述べている。また、デューイの思想を踏まえて、「経験は未来の構想的予想を含むことで現在における指導に役立つ」と述べる一方で「過去の構想的回復は未来への成功的な侵入に欠くことができない」とも述べている。つまり、構想力によって過去の記憶をよみがえらせることで、構想力を用いた未来予想が可能となる。逆に、未来を予想することで過去が回復されもする。過去の回復と未来の予想の結びつきの中で、新たな価値が誕生する。経験とは新たな価値が誕生するすること、新たな価値が創造されることであると三木は述べている。

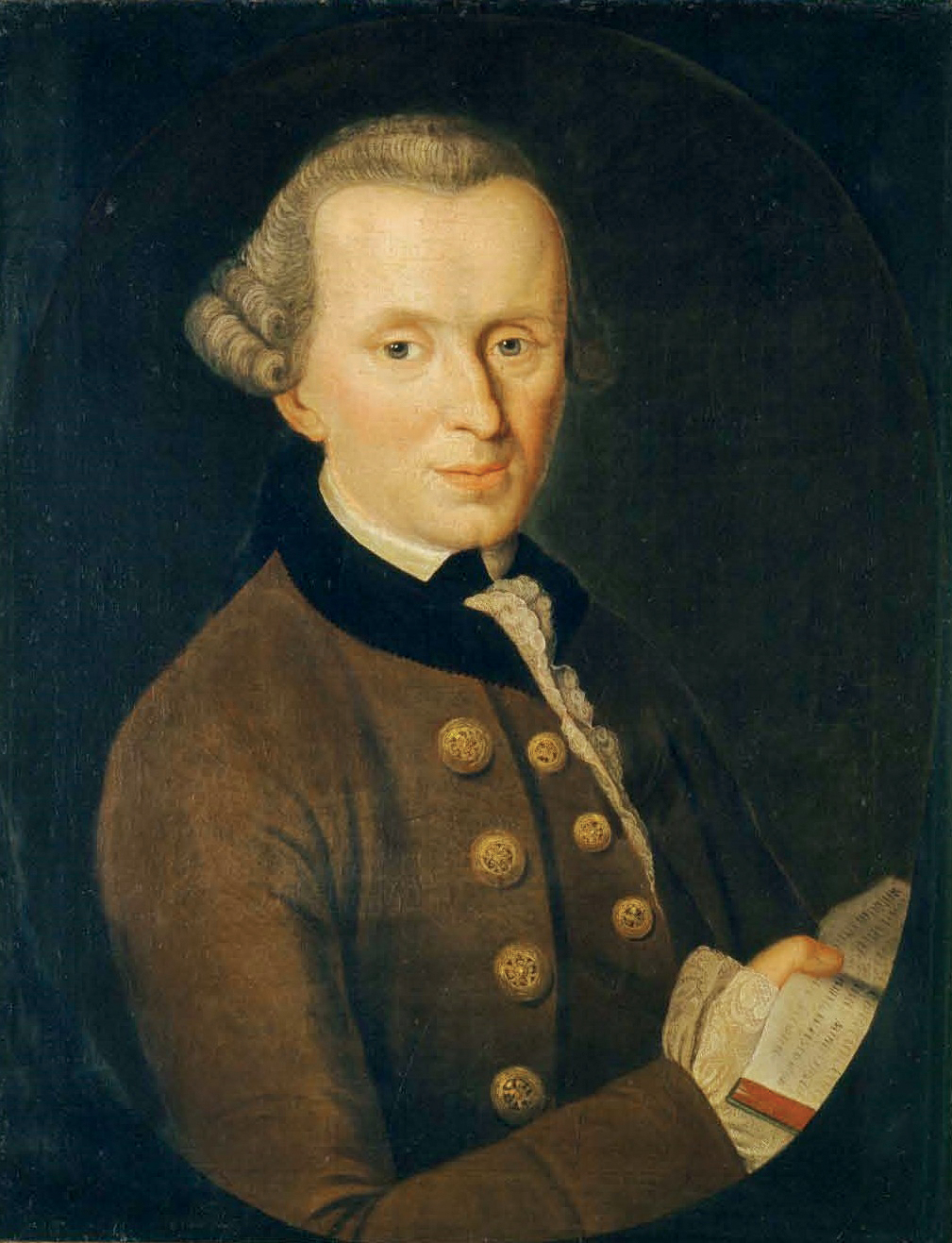
カント

三木が第四章の「経験」で論じたかったのは、カントの「構想力」についての理解であった。ロゴス的なものとパトス的なものを、如何にして統一できるかという問題を探求し、カントが構想力の中に悟性と感性を結びつける機能があることを認めたことから、三木は『構想力の論理』を構想した。
カントが「構想力」について詳しく論じたのは『純粋理性批判』であるが、『純粋理性批判』の「超越論的(先験的)分析論」における「純粋悟性概念の演繹について」においてカントは構想力について「対象が、かりに目の前になくとも、直感でイメージする能力」であると説明している。意識の中から消え去ってしまったものであっても、我々は後から振り返り、消え去ったものを思い浮かべることが出来る。そのような能力をカントは構想力と呼んでいる。
「対象が、かりに目の前になくとも、直感でイメージする能力」としての構想力は時には、経験という枠を超えて、非現実的なイメージを自由に作り出す能力とも解釈されていた。デカルトやパスカルによると、構想力は時として人間の認識を誤った方に導く力とも云われてきた。しかしカントにとっての構想力は認識を誤った方向に導くようなものではなかった。カントは構想力が人間の認識に必要不可欠な能力であると見なしており、心の盲目的な機能とも述べている。これは、経験をする際に、無意識のうちに構想力が働いていることを意味している。また、構想力が無意識に働かなければ認識を我々は持つことが不可能であると述べている。
構想力が不可欠であるというカントの考えによると、経験が可能となるには、感性と悟性と構想力の三つの能力が働くと考えている。感性による多様なもののイメージ、言い換えると直感は個別のものがモザイク状に並んでいるだけでは意味のある認識にはなり得ない。意味のある認識になるには、直感に与えられた沢山のものを包括的に眺め、一つのものに取りまとめる作業をしなければならない。このことをカントは「綜合」(Syntheis)と表現している。また、構想力の働きによって「綜合」が成立する。繰り返しになるが、構想力とは、直感の多様性を取りまとめ、一つの纏まった「形像」(Bild)として表現する能力をさす。
カントは形像がそのまま認識を成立させるわけではないとも考えた。認識を成立させるには図式(Schema)が大きな役割をはたすと考えた。ここで言う、図式(Schema)とは「過去の経験や外部の環境に関する構造化された知識の集合であり長期記憶に貯蔵されている、出来事、行為、事物などについての一般的知識のこと」をさしている。認識を可能にする能力として感性と悟性という二つの能力だけでなく、構想力をくわえたのは、感性と悟性が全く異なる(ungleichartig)能力で何かの媒介なしには結びつかないと考えたからである。感性と悟性が結びつくためには、一方で悟性と同種であるとともに、他方で感性的直感とも同種の性質を持つ第三のものが存在しなければならないと考えた。その第三のものは性質上、知性的(intellektuell)であり感性的(sinnlich)でなければならない。これがカントの言う図式(Schema)である。カントは図式をとおして感性と悟性との媒介を可能にする力を構想力と呼び、我々の認識に必須の能力・根本能力と考えた。
カントは構想力が我々の認識においての役割の重要性を強調している。しかし、三木が『経験』の中で強く注目しているのが『純粋理性批判』のいわゆる、A版(1781年)、B版(1787年)にて構想力の位置づけが大きく変わっていることである。
A版では感官と統覚と呼んでいるが、感性と悟性のことをさす。感性と悟性に構想力を加えた能力がそろって、我々の経験がはじめて可能になると考えている。感性と悟性と構想力はそれぞれが他の能力、もしくはその他の能力から派生的に生まれてくるのではなく独立しており、根源的な能力であると考えられている。
しかし、B版では経験に関して。感性と悟性と構想力が根源的源泉であると論じた部分が削除されている。代わりに構想力による直観の綜合は悟性の範疇に従ってなされ、直観の対象に対するのは悟性が担うとされている。B版では統覚による統一の働きに重点が置かれ、構想力は統覚の統一の中に取り込まれてしまっている。
ハイデッガーもA版とB版における構想力の位置づけの違いに注目している。カントの言う「人間には二つの幹、感性と悟性がある。二つの幹は共通ではあるが、我々が知ることができない一本の根から発している。」という言葉の「共通の根」をハイデッガーは構想力と理解している。ハイデッガーは「構想力の機能が悟性の範疇に含まれるのであれば、純粋な感性と純粋な思惟とを有限な人間な理性の中で統一し理解する可能性だけでなく、純粋な感性と純粋な思惟とを問題にすることすらできなくなってしまう。」と述べており、A版がB版よりすぐれていると評価している。
三木はハイデッガーのカント解釈について、二つの面から評価をしている。A版がB版よりすぐれている事については、B版では構想力が殆ど抹殺されようとしていると述べ、ハイデッガーの意見に賛同している。しかし、カントの言う「統覚の綜合的統一はあらゆる悟性
の使用、また、論理学全体も統覚に結びつけられねばならい。」とするカントの統覚が最高点であるという考えには理解を示しており、構想力の綜合の機能が悟性の働きに帰せられたことはカントにとって自然なことであったと述べている。
カントがB版において構想力の側から悟性の側に立場を変えて構想力の動きを見直したことは認めているが、カントの構想力の理解についての変遷には賛同していない。現象の総体である自然が経験の客体として認識されるのは統覚という「根源的能力」(Radikalvermögen)によるというカントの主張は認める。しかし一方で、このような根源的能力は悟性の立場からすれば当然のことではあるが、経験は法則的な自然科学の対象の経験だけではなく、経験をより広くより日常的なものとして理解するのであれば、構想力はカントによって抹殺されてはならないと述べている。
三木は人間を単に知覚して認識するだけの存在ではなく、身体を持ち身体を使ってとして行為をする存在であると解釈している。このような観点から、構想力を我々の認識を支える一つの能力としてではなく、身体を持ち行為をすることで現実に関わる時に発揮される能力であると述べている。身体に関連する能力であるがゆえに、我々が抱くパトス的なものを外へ表出しようとするときに、ロゴス的な表現を加えようとする場合に発揮される力であると解釈している。このような能力として積極的に構想力は正しい位置づけがされなければならないというのが三木の主張であり『構想力の論理』の主題である。

## 評価
赤松常弘は構想力の論理について以下のように評価している。
久野収は構想力の論理について以下のように評価している。
佐々木健は構想力の論理について以下のように評価している。

### 引用
1. ↑  『社会科学概論』は、これも著者が企画の中心となった岩波講座『哲学』のために執筆され、二分冊として、上巻(第一章および第二章)は、昭和七年四月、下巻(第三章および第四章)は、同年八月に出版された。三木清全集6巻 後記 455頁5行目〜7行目より引用)(六巻後記 1985, p. 455)
2. ↑  『理想』第三十五号、「思想的危機の検討特集」《昭和七年(1932)十一月》。翌年六月、著者の論文集『危機に於ける人間の立場』(鉄塔書院)に収録、『哲学ノート』(河出書房)に再録。(三木清全集 5巻 後記 424頁8行目〜10行目より引用)
3. ↑  昭和十三(1938)年五月、『新世代の知性』と題して『知性』創刊号。昭和十六年十一月、現行の如く改題して著者の論文集『哲学ノート』(河出書房)に収録(三木清全集 5巻 後記 424頁8行目〜10行目より引用)
4. ↑  『弁証法の存在論的解明』は、国際ヘーゲル連盟日本版『ヘーゲルとヘーゲル主義』(1931年5月、岩波書店発行)のために執筆され、後に、論文集『危機に於ける人間の立場』(鉄塔書院)に収録された。(三木清全集 4巻 後記 401頁12行目〜14行目より引用)
5. ↑  昭和十五(1940)年一月『知性』。昭和十六年一月『芸術論叢書』第四巻(河出書房に、同年三月著者の編纂になる『新版現代哲学辞典』(日本評論社刊)の一項目として収録、更に同年十一月前掲論文集『哲学ノート』に再録)(三木清全集 14巻 後記 591頁14行目〜592頁2行目より引用)
6. ↑  『理想』第三十九号《昭和八(1933)年四月》。『哲学ノート』に再録。(三木清全集 5巻 後記 426頁3行目より引用)
7. ↑  昭和十六(1941)年四月『知性』。同年十一月、前掲論文集『哲学ノート』に収録(三木清全集 14巻 後記 592頁10行目より引用)
8. ↑  『宗教研究』第十巻第一号《昭和七(1932)年十二月、原題『形而上学の将来性の問題』》。『危機に於ける人間の立場』に収録、昭和十六年十一月『　哲学ノートに再録』(三木清全集 5巻 後記 425頁14行目〜2行目より引用)
9. ↑  昭和十六(1941)年十一月『日本評論』。同年前掲論文集『哲学ノート』に収録(三木清全集 5巻 後記 425頁14行目〜2行目より引用)
10. ↑  『社会科学概論』は、四章からなっているが、第二章『社会科学とイデオロギー論』は、著者たちによる論文集『イデオロギー論』(昭和六年七月、理想社)のために執筆された『イデオロギー論』を加筆、訂正し、第六節を付加したもの、また、第一章『社会的知識の諸形態』は、加筆訂正のうえ、著者の論文集『危機に於ける人間の立場』(昭和八年六月、鉄塔書院)に収録、さらに推こうされて、『哲学ノート』(昭和十六年十一月、河出書房)の第一章として収録された。(三木清全集 6巻 後記 161頁4行目〜8行目より引用)
11. ↑  『理想』第七十九号《昭和十二(1937)年十二月》。原題、『新道徳の理念』、昭和十六年『哲学ノート』に再録。(三木清全集 5巻 後記 431頁1行目〜2行目より引用)
12. ↑  昭和八(1933)年三月、雑誌『作品』(作品社発行)に発表。同年六月『危機に於ける人間の立場』(鉄塔書院刊)に収録。さらに昭和十六(1941)年十一月『哲学ノート』(河出書房刊)に再録。(三木清全集 11巻 後記 482頁12行目〜14行目より引用)
13. ↑  昭和七(1932)年十二月『改造』翌八年八月、著者の論文集『危機に於ける人間の立場』(鉄塔書院刊)に収録、さらに昭和十六(1941)年十一月『哲学ノート』(河出書房)に再録。(三木清全集 12巻 後記 444頁8行目〜10行目より引用)
14. ↑  昭和十四(1939)年十月『知性』。昭和十六年十一月前掲論文集『哲学ノート』に収録(三木清全集 5巻 後記 430頁11行目〜13行目より引用)
15. ↑  昭和八(1933)年二月二十四日脱稿、同年四月『文学 (雑誌)|文学』(岩波書店刊行)の創刊号に発表、同年六月出版の論文集『危機に於ける人間の立場』(鉄塔書院刊)に収録。さらに昭和十七年(1942)年四月出版の『続哲学ノート』(河出書房刊)に再録。(三木清全集 11巻 後記 482頁9行目〜11行目より引用)
16. ↑  『改造』昭和八年六月(三木清全集 10巻 後記 532頁12行目より引用)
17. ↑  昭和八(1933)年十二月『文学的世代の問題』と題して、雑誌『文学』に発表、翌九年、改題して論文集『人間学的文学論』に収録、さらに昭和十七(1942)年四月『続哲学ノート』に再録。(三木清全集 11巻 後記 483頁4行目〜6行目より引用)
18. ↑  昭和八(1933)年十月雑誌『文藝』(改造社発行)創刊号に発表、翌九年七月出版の『人間学的文学論』(改造社刊行の『文藝復興叢書』の一巻をなす)に収録、さらに昭和十七(1942)年四月出版の『続哲学ノート』に再録。(三木清全集 11巻 後記 483頁1行目〜3行目より引用)
19. ↑  昭和九(1934)年1月『行動(雑誌)|行動』。同年七月出版の著者の論文集『人間学的文学論』(改造社より刊行された『文芸復興叢書』の一冊として編まれたもの)に収録、さらに昭和十六(1941)年十一月、『哲学ノート』(河出書房刊)に再録(三木清全集 12巻 後記 444頁13行目〜445頁1行目より引用)
20. ↑  『心境』創刊号。昭和九年二月。(三木清全集 10巻 後記 533頁2行目より引用)
21. ↑  昭和九(1934)年三月、『芸術に於ける詩歌の分野』と題して『短歌研究』に発表。同年七月出版の前掲論文集『人間学的芸術論』に現行のごとく改題して収録、さらに昭和十七(1942)年四月、『続哲学ノート』(河出書房刊)に再録。(三木清全集 10巻 後記 533頁2行目より引用)
22. ↑  『思想』第一三三号「ケーベル先生記念特集」《昭和八(1933)年》に発表、著者の論文集『人間的文学論』《昭和九年七月、『文芸復興行書』、改造社》、『哲学ノート』《昭和十六年十一月》に再録。(三木清全集 5巻 後記 430頁11行目〜13行目より引用)
23. ↑  『セルパン』昭和八年十一月。(三木清全集 10巻 後記 533頁1行目より引用)
24. ↑  『廿世紀思想』第七巻『人間主義』に発表《昭和十三(1938)年五月、河出書房》、のち、著者自身が編集した『新版現代哲学辞典』に再録されるにあたって、一、起源、二、ルネサンスのヒューマニズム、三、ドイツのヒューマニズム、四、現代のヒューマニズム、五、現代ヒューマニズムの問題　という目次がくわえられた。(三木清全集 5巻 後記 429頁6行目〜10行目より引用)
25. ↑  昭和七(1932)年七月、国際ヘーゲル連盟日本語版『スピノザとヘーゲル』(岩波書店刊行)に発表、後に論文集『人間学的文学論』(昭和九年七月改造社発行)に収録。(三木清全集 2巻 後記 475頁10行目〜12行目より引用)
26. ↑  岩波講座『倫理学』第十五冊《昭和十六(1941)年十二月》。のち『続哲学ノート』《昭和十七年四月、河出書房》に収録。(三木清全集 5巻 後記 429頁11行目〜12行目より引用)
27. ↑  昭和七(1932)年五月、日独文化協会編ゲーテ百年祭記念論集『ゲーテ研究』(岩波書店刊行)に発表。のち論文集『人間学的文学論』(昭和九年七月改造社発行)に収録。(三木清全集 2巻 後記 475頁13行目〜476頁2行目より引用)
28. ↑  昭和十二(1937)年四月『文学』に発表。(昭和十七(1942)年四月『続哲学ノート』に再録については記載がない。　)(三木清全集 11巻 後記 484頁1行目より引用)
29. ↑  昭和十四(1939)年四月『文学』に発表。昭和十七(1942)年四月、『続哲学ノート』に収録。(三木清全集 11巻 後記 484頁2行目〜3行目より引用)
30. ↑  「事実は」主体としてあるということであり、「存在」は客体としてあるものである。主体的事実は客体的存在の根拠である。と同時に主体的事実はその根底において客体的存在でもあるがゆえに、主体的事実でありうるのである。(赤松常弘 著『三木清 哲学的思索の軌跡』188頁10行目〜12行目より引用)(赤松常弘 1994, p. 188)
31. ↑  「事実と存在は、どこまでも秩序を異にする」。言い換えれば、「存在の根拠は存在の秩序に属し得ない」。「事実とはまさに超越的なものなのである」。こうして三木は強調する。「必ず認められなければならないということは、主体と客体とが同じ秩序のものであってはならない、ということである」。この意味で、行為主体である人は、二重の世界に生きている。三木はここでも、歴史の「基礎経験」という言葉を使う。(永野基綱 著『三木清　人と思想177』132頁13行目〜133頁1行目より引用)(永野基綱 2015, pp. 132–133)
32. ↑  対象的なロゴス的意識には種々の段階が考えられ、ギリシア哲学以来普通に感覚から初めて、構想力、悟性、理性というような区別が認められているのである。(三木清著『世界観構成の理論』三木清全集5巻69頁7行目〜9行目に構想力が初出され、これを引用)(世界観構成の理論 1984, p. 69)
33. ↑  『岩波全書』の一冊として出版される予定で執筆され、未完成のままに終わった遺稿である。手沢の原稿はなく、未定稿の校正刷が残されているばかりである。執筆の時期は明確には定めがたいが、昭和八年十二月二十一日付の一友への手紙に「来年三月には『哲学的人間学』を出版する予定です。歴史哲学以後の思想を体系的に展開し、多少新しいものを示し得るつもりです。」と書かれているところから推して、昭和八年末にはすでに或る程度まで進行していたように創造されるが、その後絶えず余儀なくされた評論や論文の執筆(昭和九年七月には『文学史方法論』、十年六月には『アリストテレス形而上学』の如き著述がある)のために中断されて容易に捗らなかったらしく思われる。昭和十年五月の『思想』に発表された『人間学と歴史哲学』を見ると、この書の第二章『人間存在の歴史性』の一および二と内容においてほとんど同じで、独立の論文として不必要な箇所が削られているに過ぎないが、この論文はおそらく『哲学的人間学』のために書かれたその部分をその時に単独で発表されたものであろう。(三木清全集 18巻 後記 535頁8行目〜536頁7行目より引用)
34. ↑  『思想』第一六〇号《昭和十(1935)年九月》。(三木清全集 5巻 後記 427頁10行目より引用)
35. ↑  けれども十二年五月にはすでに「構想力の論理」が発表され始めており、その後はこれの研究と執筆に専念されたのであるから『哲学的人間学』の完成は、十二年3月頃には断念されて、未完成のまま打ち切られたもののように思われる(三木清全集 18巻 後記 538頁10行目〜14行目より引用)
36. ↑  昭和十三年二月九日。岩波書店で哲學入門の講義をはじめた。このころ単独執筆で『哲学講座』六巻を出版する計画があり、その第一巻に当たる部分を哲學入門として岩波の従業員に、この日より三月二十五日まで十三回にわたって講義した。この講座は計画だけに終わったが、後に出た『哲學入門』はこの講義の速記録にもとづくものである。ただし速記の原型をとどめぬまでに書き改められた。(三木清全集 20巻 年譜 337頁17行目〜338頁3行目より引用)
37. ↑  昭和十七年一月(中略)軍の徴用を受けてしばらく品川の岩崎邸で日を送り、のち陸軍宣伝班員としてマニラに赴いた。(中略)十二月マニラから帰った。(桝田啓三郎著『年譜 三木清全集 20巻』344頁18行目から345頁12行目より抜粋引用)